# كارلوس ألبرتو ريبيرو بيريرا
كارلوس ألبرتو ريبيرو بيريرا (بالبرتغالية: Carlos Alberto Ribeiro Pereira‏) هو لاعب كرة قدم برازيلي في مركز الدفاع، ولد في 10 أكتوبر 1974 في أوبرلانديا في البرازيل.